# Enrique Vera
Enrique Daniel »Rambert« Vera Torres, paragvajski nogometaš, * 10. marec 1979, Asunción, Paragvaj.
Trenutno je član ekvadorskega prvoligaša LDU Quito, nastopal je tudi za paragvajsko reprezentanco. Vera je v svoji karieri veliko menjaval klube in se nikjer ni povsem ustalil. Večino kariere se je selil po različnih paragvajskih in ekvadorskih klubih.

## Klubska kariera
Vera je že zgodaj v svoji karieri igral za številne paragvajske klube, med drugim za Resistencio, Sol de América in Sportivo Iteño. Leta 2004 si je odšel kruh služit v Ekvador, kjer je bil član Aucasa, Olmeda in LDU Quita. Ob koncu leta 2007 ga je ekvadorski časopis El Comercio imenoval za najboljšega tujega igralca v ekvadorski ligi in za najboljšega igralca ekvadorske lige pretekle sezone. 
Leta 2008 je bil Vera pomemben člen ekipe LDU Quita, ki je osvojila južnoameriško Ligo prvakov, Copo Libertadores 2008. To je bila prva mednarodna lovorika katerega koli ekvadorskega kluba v zgodovini. Vero so po osvojenem pokalu tudi uvrstili v sanjsko moštvo, strokovnjaki so ga skupaj s soigralcema Damiánom Mansojem in Joffrejem Guerrónom postavili na mesto prvega rezervnega vezista. Kmalu po slavju v Copi Libertadores je podpisal štiriletno pogodbo z mehiškim moštvom Club América. Svoj prvi zadetek za to mehiško ekipo je Vera dosegel v 4. kolu Aperture 2008, tedaj je Club América iztržil remi z 1–1 proti Pachuci.  18. junija 2009 so Vero Mehičani zaradi slabih predstav posodili nazaj v ekvadorski LDU Quito. V kratkem času v ekvadorski prestolnici je bil znova vitalen član moštva, ki je osvojilo dve novi mednarodni lovoriki: Recopo Sudamericano 2009 in Copo Sudamericano 2009.
Leta 2010 je okrepil mehiškega prvoligaša Atlas.

## Reprezentančna kariera
Vera je za paragvajsko reprezentanco prvič nastopil leta 2007, ko ga je vpoklical selektor Gerardo Martino. Odtlej je imel Vera vse pomembnejšo vlogo v reprezentanci, s katero se je udeležil Cope Américe 2007 in Svetovnega prvenstva 2010. Na prvenstvu je na drugi tekmi Paragvajcev v skupini F dosegel svoj tretji reprezentančni zadetek, s katerim je načel mrežo Slovaške, ki je na koncu padla z rezultatom 2–0.

### Reprezentančni zadetki
| # | Datum             | Prizorišče        | Nasprotnik | Zadel za | Končni izid | Tekmovanje                    |
| - | ----------------- | ----------------- | ---------- | -------- | ----------- | ----------------------------- |
| 1 | 19. november 2008 | Muškat, Oman      | Oman       | 1 – 0    | 1 – 0       | prijateljska tekma            |
| 2 | 2. junij 2010     | Winterthur, Švica | Grčija     | 1 – 0    | 2 – 0       | prijateljska tekma            |
| 3 | 20. junij 2010    | Bloemfontein, JAR | Slovaška   | 1 – 0    | 2 – 0       | Svetovno prvenstvo, skupina F |

## Dosežki
- LDU Quito

- Serie A:

- 1. mesto: 2007

- Copa Libertadores:

- Zmagovalec: 2008

- Recopa Sudamericana:

- Zmagovalec: 2009

- Copa Sudamericana:

- Zmagovalec: 2009